# Stars Olympic Football Club d'Abobo
Actualités
Le Stars Olympic Football Club d'Abobo, couramment appelé SOL FC est un club de football ivoirien basé à Abobo, dans la banlieue d'Abidjan. Le club évolue en ligue 1 ivoirienne.

## Histoire
Fondé en 2006, le club est au début un centre de formation, puis se restructure. En 2019, le club est promu pour la première fois de son histoire en MTN ligue 1.
Le SOL FC termine sa première saison dans l'élite ivoirienne à la neuvième place et assure son maintien.